# Túnel del lazo
El túnel del lazo es un túnel de ferrocarril de vía única y ancho ibérico, situado en las proximidades de la localidad leonesa de La Granja de San Vicente (España), en la línea férrea Palencia-La Coruña (siendo el túnel número 16 de dicha línea), y de una longitud total de 1041 metros.
Es un túnel diseñado para producir un cruzamiento a desnivel de la vía bajo sí misma mediante un desarrollo de 5,7 km en forma de lazo y una diferencia de nivel de alrededor de 100 m, posibilitando la prolongación del ferrocarril a la ciudad de Ponferrada y posteriormente a Galicia.

## Historia
Durante unos quince años del siglo XIX, desde 1868 a 1883, los pasajeros que quisieran viajar a Galicia desde Palencia, debían bajar del tren en Brañuelas y recorrer el resto del recorrido en diligencia, debido a la imposibilidad de encontrar un trazado idóneo para salvar el desnivel que existe entre el puerto del Manzanal y Ponferrada.
Pero a principios de 1880 se inicia la construcción de dicho túnel, diseñado por Melitón Martín, y que queda terminado en septiembre de 1881, permitiendo la conexión de Ponferrada con el resto de la península ibérica en el año 1883.